# Alyxia
Alyxia é um género botânico pertencente à família Apocynaceae.